# Дандало
Дандало (груз. დანდალო) — село в Грузії.
За даними перепису населення 2014 року в селі проживає 347 осіб.